# Maxol Group
Maxol Group est une compagnie pétrolière nationale irlandaise.